# Euphaedra elephantina
Euphaedra elephantina är en fjärilsart som beskrevs av Otto Staudinger 1891. Euphaedra elephantina ingår i släktet Euphaedra och familjen praktfjärilar. Inga underarter finns listade i Catalogue of Life.